# 拉米夫定/奈韋拉平/司他夫定
拉米夫定/奈韋拉平/司他夫定 (INN:lamivudine/nevirapine/stavudine，簡稱3TC/NVP/d4T) 以商品名稱Triomune於市面上流通，是一種複方抗反轉錄病毒藥物，主要用於治療愛滋病。這種複方藥含有三種活性成分：拉米夫定、奈韋拉平和司他夫定。拉米夫定和司他夫定兩者是核苷類逆轉錄酶抑制劑，而奈韋拉平是一種非核苷酸反轉錄酶抑制劑。在治療愛滋病時，可單獨使用此複方藥，也可與其他抗反轉錄病毒藥物合併使用。
患者透過每天口服藥物兩次以進行治療。
由於此藥物在公共衛生領域具有重要性，已被列入世界衛生組織基本藥物標準清單之中。截至2015年，這種複方藥並未在美國經由商業形式來販售。

## 醫療用途
拉米夫定/奈韋拉平/司他夫定在開發中國家（通常為醫療資源匱乏）中是常見的第一線治療用藥物。

## 不良反應與安全性
總體而言，患者對這種複方藥物的耐受性良好。使用後可能出現的副作用主要與其所含的拉米夫定、奈韋拉平和司他夫定這三種成分有關聯 - 包括有皮疹、肢體麻木、胰腺炎以及血液中乳酸水平升高。通常不建議有嚴重肝臟疾病的患者使用。關於個體於懷孕期間使用的安全性，目前仍未完全明朗，因此建議若有需要，盡可能在妊娠中期才開始使用。

## 外部連結
- . Drug Information Portal. U.S. National Library of Medicine.   [2025-05-02]. （原始内容存档于2021-08-28）.